# Scleria flagellum-nigrorum
Scleria flagellum-nigrorum är en halvgräsart som beskrevs av Peter Jonas Bergius. Scleria flagellum-nigrorum ingår i släktet Scleria och familjen halvgräs. Inga underarter finns listade i Catalogue of Life.